# Florêncio Terra
Florêncio José Terra (Horta, 18 de maio de 1858 — Horta,  25 de novembro de 1941) foi um escritor, publicista, professor e político açoriano que se notabilizou como contista. Foi um cultor do conto idílico e prosador fluente, que encontrou temática para a sua obra ficcionista por norma em motivos em que se sente a alma bondosa e simples do povo, deixando no espírito dos leitores uma viva sensação de paz campestre.

## Biografia
Florêncio José Terra nasceu na ilha do Faial, filho do conhecido capitão da marinha mercante Florêncio José Terra Brum e de Maria dos Anjos da Silva Sarmento. Pelo lado paterno pertencia à família de José Francisco da Terra Brum, o barão de Alagoa, uma das mais distintas e influentes do seu tempo. Era casado com Teresa Amélia Ribeiro Guerra, filha do segundo barão de Santana, Rodrigo Alves Guerra.
Cursou com distinção o Liceu da Horta, onde concluiu o Curso Geral dos liceus. Partiu de seguida para Lisboa com o objetivo fazer estudos superiores na Escola Politécnica de Lisboa, mas a morte inesperada do pai, obrigou-o a voltar à Horta. Eventualmente visava o ingresso no curso de Matemáticas da Universidade de Coimbra ou o curso de engenharia da Escola do Exército, cujos preparatórios eram feitos na Escola Politécnica.
Empregou-se então como professor no Liceu da Horta, onde em 14 de outubro de 1886 começou a reger interinamente a cadeira de Introdução à História Natural e depois de Matemática. Pretendendo seguir a carreira do magistério liceal, prestou, de seguida, brilhantes provas em Lisboa, ficando aprovado. Foi nomeado a 8 de novembro de 1896 professor vitalício, iniciando uma carreira que manteria toda a vida. Ensinou Matemática e Ciências Naturais.
Exerceu as funções de reitor interino, em 1896, e de reitor efetivo, entre 1907 e 1919 e depois em 1928 e 1929, do Liceu da Horta (então Liceu Manuel de Arriaga), distinguindo-se como professor e administrador. Para além da sua atividade como professor liceal, exerceu diversos cargos públicos na administração distrital e local, entre os quais os de vereador, vice-presidente da Câmara, tendo presidido à Câmara Municipal da Horta por alguns meses, em 1914. Foi sócio fundador do Grémio Literário Artista Faialense, instituição fundada em 1874.
Pertenceu a uma geração de valores notáveis na cidade da Horta, embora nem todos dali naturais, conhecendo outras figuras de relevo cultural da geração anterior. Conviveu com António Lourenço da Silveira Macedo, autor da História das Quatro Ilhas que Formam o Distrito da Horta, com João José da Graça, Garcia Monteiro, Manuel Joaquim Dias, e com os contistas Nunes da Rosa e Rodrigo Guerra, para além de muitos outros intelectuais que por aqueles anos viveram na Horta.
Cedo revelou propensão para a escrita e dotes de contista. Esta capacidade levaria a que fosse produzindo ao longo da vida uma extensa e variada obra, dividida entre a colaboração em periódicos e a produção de algumas monografias, por vezes em co-autoria com outros escritores. Assinava os seus artigos e contos usando, geralmente, pseudónimos. Entre os pseudónimos que usou contam-se Ri…Cardo, X, XXX, Y, Máscara Verde, Nemo, Zague e Ignotus.
Como jornalista, aos 18 anos de idade dirigiu, com Luís Barcelos, o semanário literário A Pátria (que iniciou publicação a 13 de dezembro de 1876) e, com Manuel Zerbone, o semanário literário intitulado Biscuit (iniciou publicação a 5 de julho de 1878). Também colaborou assiduamente em O Atlântico (1862-1910) e no Grémio Litterário (1880-1884). Contudo, a sua maior atividade exerceu-a no diário O Açoreano (na 2.ª série, iniciada a 1 de março de 1895) e no semanário literário e noticioso O Faialense, cuja 2.ª série iniciou a 5 de Novembro de 1901, de parceria com Marcelino Lima e Rodrigo Guerra. Colaborou ainda nas publicações do Grémio Literário Artista Faialense, n’O Telégrafo, no Correio da Horta e em diversas revistas e jornais de Lisboa, nomeadamente no Ocidente, na Ilustração Portuguesa, no Branco e Negro e na revista literária de O Século.
Como contista, iniciou-se aos 23 anos de idade com a publicação do conto, A Varinha, no periódico Grémio Litterário. Já em 1897, na colectânea Seara Alheia, organizada por Alfredo Mesquita, figura o seu conto A Debulha, a par de contos de Fialho de Almeida, Trindade Coelho, Ficalho, Abel Botelho e alguns mais. Outros contos de Florêncio Terra foram publicados em vida do autor, dispersos, por jornais e revistas portuguesas. Mas a maior parte ficou inédita.
Como apreciável cultor do conto idílico e prosador fluente, foi sempre destacado por autorizados críticos. Nunes da Rosa, em O Telégrafo, de 18 de Maio de 1942, considera-o uma glória nacional, pelo nível artístico do seu estilo. Júlio de Castilho, o segundo Visconde de Castilho, que foi governador civil da Horta, refere-se também apreciativamente ao seu estilo e qualidades de artista da linguagem. Como excelente prosador o classifica Vitorino Nemésio. Para Manuel Greaves, seu contemporâneo na cidade da Horta, «a actividade mental de Florêncio Terra inclina-se para o conto descritivo, ou emotivo: uma tragédia por tempestuosas noites nas costas dos Açores, com o céu baixo e o perigo constante; ou as cenas da vida campestre, com folguedos e risos de lábios vermelhos. Neste género tão delicado, Florêncio Terra é, indubitavelmente, o nosso primordial artista da pena».
Escritor regional, mas não regionalizante apenas, é na vida do povo, do Faial e do Pico, que encontra a temática para sua obra de ficcionista. Criou personagens de certo realismo e vigor psicológico, observadas na vida social rural. Essas características da sua obra estão bem presentes, entre outros, em «A debulha», «Vida simples», «Tão velha», «Tua, tua, mas a casar», «Margarida amor fiel». Em «História de um pequeno trabalhador» o autor descreve um ambiente de trabalho e pobreza, de aflição e luto, um drama que nos emociona e confrange. Em «Vingança» sentimo-nos chocados pela atitude indiferente do egoísmo e da injustiça perante a angústia dos que padecem inocentemente.
Tentou o romance e o teatro. Não logrou, porém, essa obra teatral impor-se a uma vasta audiência. O seu drama "Helena de Savignac" foi representado no Teatro Faialense, na Horta, em 1888. "Luísa", outro drama de colaboração com Manuel Zerbone, subira àquele mesmo palco dois anos antes, em 1886. No género romance salientam-se O Enjeitado, Vingança da Noviça e As Duas Primas (incompleto), os dois últimos escritos, sob o pseudónimo Zigue e Zague, também em co-autoria com Manuel Zerbone.
Foi obreiro da loja maçónica Amor da Pátria, ligada à Sociedade Amor da Pátria.
Faleceu na cidade da Horta a 25 de Novembro de 1941, deixando inédita boa parte da sua produção literária, a qual, aos poucos, tem vindo a ser publicada.
Postumamente, em 1942, com prefácio de Osório Goulart, foi editado o 1.º volume de Contos e Narrativas, sendo depositária a Parceria António Maria Pereira. Destes se faz uma apreciação crítica na História Ilustrada das Grandes Literaturas, por Óscar Lopes. Júlio Martins, em Contos Escolhidos de Autores Portugueses, manual para o antigo 3.º ano liceal, inclui dois contos de Florêncio Terra, retirados da História Ilustrada das Grandes Literaturas editada por Óscar Lopes. Em 1949, saiu a lume na Horta um pequeno livro de 47 páginas, Natal Açoreano: cinco contos, entre eles Corações Simples, já incluído em Contos e Narrativas. A par de Nunes da Rosa, Florêncio Terra é um escritor açoriano digno de ser conhecido não apenas localmente, mas no plano da literatura lusófona.
A 30 de abril de 1958, a Câmara Municipal da Horta, por proposta do presidente Dr. Sebastião Goulart, deliberou que fosse colocada uma lápide na sepultura de Florêncio Terra e atribuir o nome «Jardim Florêncio Terra» ao então denominado Jardim Público da cidade. A mesma Câmara criou um prémio literário com o seu nome. A 21 de novembro de 1987, por ocasião do 47.º aniversário da sua morte, a mesma Câmara, então presidida por Herberto Dart, voltou a homenagear Florêncio Terra, mandando cunhar uma medalha evocativa e colocar uma fotografia sua no Salão Nobre dos Paços do Concelho. A 18 de Maio de 2008, a Câmara Municipal da Horta, presidida por João Castro, prestou de novo homenagem a este notável faialense organizando várias cerimónias e mandando descerrar um placa em bronze, com um alto-relevo do seu rosto, no jardim a que dá o nome.

## Obras publicadas
Para além de vasta obra dispersa por periódicos açorianos e de Lisboa, é autor das seguintes monografias:
- Contos e Narrativas, Lisboa, Parceria António Maria Pereira (Livraria depositária), comp. e imp.. Vila Nova de Famalicão, Tip. Minerva, 1942 (1.º volume com prefácio de Osório Goulart; 2.ª edição em 1981, New Bedford, MA, Promotora Portuguesa, Inc.);
- Natal Açoreano. Horta, Emp. do Correio da Horta, 1949;
- Munhecas: contos. Angra do Heroísmo, Direcção Regional de Orientação Pedagógica, 1979;
- Água de Verão: contos e narrativas. Lisboa, Signo, 1979;
- Às Lapas : contos e narrativas faialenses (antologia). Horta, Centro de Estudos e Cultura da Câmara Municipal da Horta, 1988;
- O Enjeitado. Horta, Centro de Estudos e Cultura da Câmara Municipal da Horta, 1989;
- A Caça à Baleia nos Açores, separata do Boletim do Núcleo Cultural da Horta,  vol. I, n.º 3, p. 193-210. Horta, Núcleo Cultural da Horta, 1958;
- Jogos Populares, separata do Boletim do Núcleo Cultural da Horta, vol. I, n.º 3, p. 193-210. Horta, Núcleo Cultural da Horta, 1961;
- Helena de Savignac (adaptada a filme)